# Miron Zlatin
Miron Zlatin (Orša, 21 settembre 1904 – Tallinn, luglio 1944) è stato direttore della casa di Izieu.

## Biografia
Fu il direttore della casa di Izieu ad Ain, ebreo russo nato a Orša nel 1904, da una famiglia benestante. Era il marito di Sabine Zlatin, meglio conosciuta come la Dama di Izieu. Durante la seconda guerra mondiale, la coppia partecipò attivamente al salvataggio di bambini ebrei dai campi (specialmente Agde, Rivesaltes, Gurs). Con l'aiuto del prefetto delegato dell'Herault, Jean Benedetti, il suo segretario generale Fridici, e sub-prefetto del distretto di Belley ad Ain, Sabine, nell'aprile del 1943, sceglie Izieu per aprire la "colonia" di bambini rifugiati di Herault. Izieu si trovava infatti nella zona di occupazione italiana, libera dalla persecuzione antisemita e, inoltre, vicina alla Svizzera. Miron Zlatin fu vittima della retata di Izieu del 6 aprile 1944 con 44 bambini e 7 educatori e venne deportato a Drancy, poi dal convoglio 734 a Tallinn in Estonia. Fu fucilato dalle SS alla fine di luglio del 1944, in un campo di lavoro.

## Onori
- Il 7 luglio 1946, il comune di Landas in una cerimonia rese omaggio a Miron Zlatin ed a due combattenti della resistenza. La strada dove si trovava la sua fattoria fu ribattezzata Rue Miron Zlatin. Una targa ha la sua memoria sul muro della casa in cui viveva. Il suo nome è inciso sul monumento ai caduti della città.

- Il suo nome appare sul muro dei deportati a Parigi, così come su due piatti a Izieu. La sua funzione di direttore è menzionata nella stele di Brégnier-Cordon, un villaggio vicino a Izieu.

- Nel 2014, un Viale Sabine e Miron Zlatin è stato inaugurato a Castelnau-le-Lez, vicino al centro d'infanzia Sabine Zlatin a Jacou, creato nel 2008.

- Nel 2015 una Rue Sabine e Miron Zlatin è stata inaugurata a Montpellier dal sindaco P. Saurel, alla presenza di Paul Niedermann.

- Il 17 marzo 2017, a Jacou, una targa al La memoria di Miron Zlatin sul muro della Casa della Gioventù e della Cultura è stata svelata dal sindaco e vicepresidente del Consiglio provinciale responsabile della cultura, R. Calvat. Una mostra, organizzata dall'associazione Jacou, Storia e Patrimonio, con filmati testimoni che hanno conosciuto Miron.